# Thraulodes brunneus
Thraulodes brunneus is een haft uit de familie Leptophlebiidae. De wetenschappelijke naam van de soort is voor het eerst geldig gepubliceerd in 1966 door Koss.
De soort komt voor in het Nearctisch gebied en het Neotropisch gebied.